# 费勒克洛
费勒克洛（法語：Fay-le-Clos，法語發音：[fɛ lə klo]）是法国德龙省的一个市镇，属于瓦朗斯区。

## 地理
费勒克洛（45°12'48"N, 4°54'21"E）面积4.56 平方千米，位于法国奥弗涅-罗讷-阿尔卑斯大区德龙省，该省份为法国东南部内陆省份，北起顺时针与伊泽尔省、上阿尔卑斯省、上普罗旺斯阿尔卑斯省、沃克吕兹省和阿尔代什省接壤。
与费勒克洛接壤的市镇（或旧市镇、城区）包括：阿尔邦、阿内龙、圣让德加洛尔。

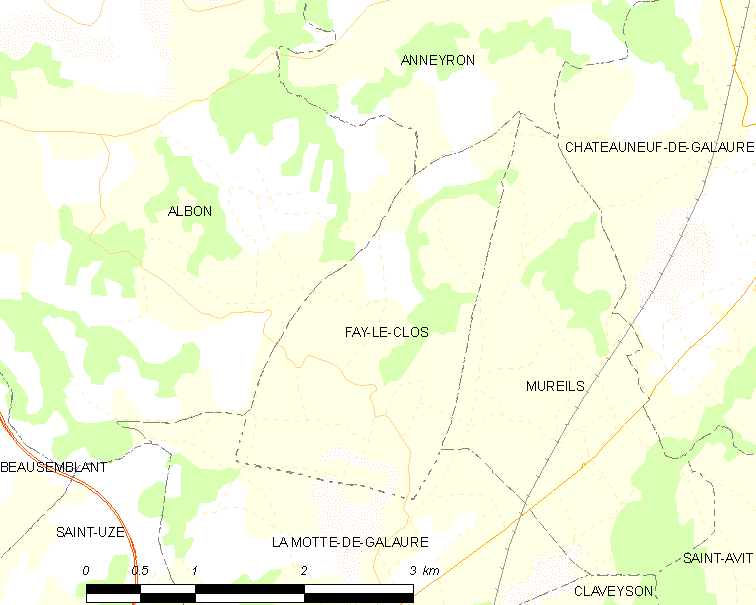
费勒克洛的OSM定位图

费勒克洛的时区为UTC+01:00、UTC+02:00（夏令时）。

## 行政
费勒克洛的邮政编码为26240，INSEE市镇编码为26133。

## 政治
费勒克洛所属的省级选区为圣瓦利耶县。

## 人口

1962-2008年间费勒克洛人口变化图示

费勒克洛于2022年1月1日时的人口数量为180人。